# United Marittime Egypt
La United Marittime Egypt, nota semplicemente come UME, è una compagnia di navigazione egiziana, con sede ad Alessandria d'Egitto, attiva nel trasporto di merci e passeggeri nel Mar Rosso.
La compagnia è nota soprattutto per l'acquisto del traghetto Wasa Express nel 2021 dalla Wasa Line, del Ciudad de Alcúdia da Grimaldi Trasmed nel 2024 e del Pelagos da La Méridionale nel 2025.

## Storia
Fondata nel 1981 a Suez con il nome di United Marittime Egypt (UME), ha sede ad Alessandria d'Egitto ed opera nel settore dei charter navali e del trasporto di merci e passeggeri nel Mar Rosso.
Nel 2024 stringe una partnership con la Regent Craft per la consegna del primo Seaglider Monarch da 50-100 passeggeri. Successivamente stringe anche una collaborazione con la CTM per la costruzione di 2 nuove Bulk carrier.
Sempre nel 2024 acquista il traghetto Ro-Pax Ciudad de Alcúdia dalla spagnola Trasmed GLE e lo ribattezza Alcúdia Express.
A fine 2024 acquista il traghetto Ro-Pax francese Pelagos da La Méridionale, che ribattezza Pelagos Express.

## Flotta[10]
| Tipo   | Traghetto        | Stazza (t.s.l.) | Lunghezza (m) | Passeggeri | Auto | Metri lineari carico merci | Velocità in nodi | Anno di costruzione | Note                                       | Immagine |
| ------ | ---------------- | --------------- | ------------- | ---------- | ---- | -------------------------- | ---------------- | ------------------- | ------------------------------------------ | -------- |
| Ro-Pax | Pelagos Express  | 21.856          | 186           | 300        | 200  | 2.460                      | 24               | 1997                | In servizio                                |          |
| Ferry  | Wasa Express     | 17.053          | 126,74        | 1780       | 550  | 1.150                      | 19,5             | 1979                | In servizio                                |          |
| Ro-Pax | Alcudia Express  | 33.588          | 183           | 114        | 114  | 3.380                      | 21,3             | 1994                | In servizio                                |          |
| Ro-Pax | Gubal Trader     | 7.616           | 138,70        | 86         | /    | 929                        | 16,5             | 1979                | In noleggio a Trasmed GLE                  |          |
| Ro-Pax | Poseidon Express | 24.727          | 157           | 84         | /    | 2.100                      | 20,5             | 1990                | Noleggiata da Stasoro Shipping Company Ltd |          |
| Ro-Ro  | Sea Wave 1       | 7.095           | 126           | 12         |      | 900                        | 15,5             | 1987                | ex Elgouna Trader                          |          |

### Flotta del passato
| Traghetto   | Anni di servizio per UME | Passeggeri | Auto | Anno di costruzione | Stato                       |
| ----------- | ------------------------ | ---------- | ---- | ------------------- | --------------------------- |
| Duba Bridge | 2017-2021                | 900        | 65   | 1976                | Demolito ad Alang nel 2021. |

## Rotte
| Nave             | Linea         |
| ---------------- | ------------- |
| Wasa Express     | Jeddah-Suakin |
| Alcudia Express  | Safaga-Neom   |
| Poseidon Express | Safaga-Neom   |